# Trouble-fête (film, 2015)
Pour les articles homonymes, voir Trouble fête (homonymie).
Pour plus de détails, voir Fiche technique et Distribution.

Trouble-fête (Familienfest) est un film allemand de Lars Kraume sorti en 2015 en Allemagne.

## Synopsis
Une réunion de famille est organisée pour les 70 ans d'un pianiste renommé. Ses trois fils accompagnés de leur conjoint sont réunis pour deux jours dans la maison des parents ainsi que la première femme du père. Les relations entre le père et ses enfants sont très tendues et dégénèrent rapidement.

## Fiche technique
- Titre original : Familienfest
- Titre français : Trouble-fête
- Réalisation : Lars Kraume
- Scénario : Martin Rauhaus (de) et Andrea Stoll (de)
- Musique : Christoph Kaiser (de) et Julian Maas (de)
- Direction artistique :
- Décors :
- Costumes : Anette Guther
- Photographie : Jens Harant (de)
- Son : Matthias Richter
- Montage : Barbara Gies (de)
- Production : Benjamin Benedict
- Société(s) de production : UFA Fiction GmbH (Potsdam) avec Arte Deutschland TV GmbH (Baden-Baden)[2]
- Société(s) de distribution : NFP Marketing & Distribution (Berlin)[2]
- Budget :
- Pays de production :  Allemagne
- Langue originale : allemand
- Format : couleur, 1:1,85
- Genre : drame
- Durée : 89 minutes
- Dates de sortie : 
  - Allemagne : 15 octobre 2015
  - France : 25 novembre 2016

## Distribution
- Günther Maria Halmer : Hannes
- Hannelore Elsner : Renate
- Michaela May : Anne
- Lars Eidinger : Max
- Jördis Triebel : Jenny
- Barnaby Metschurat : Frederik
- Marc Hosemann (de) : Gregor
- Nele Mueller-Stöfen : Charly
- Daniel Krauss (de) : Vincent